# Dolor Ferreira de Andrade
Dolor Ferreira de Andrade (Batatais, 9 de novembro de 1894 — ?, 1975) foi um político brasileiro. Exerceu o mandato de deputado federal constituinte por Mato Grosso em 1946.

## Formação Acadêmica
Dolor Ferreira de Andrade frequentou o Colégio São José, em Batatais (São Paulo), e, posteriormente, o curso preparatório Acácio Paulo Ferreira, na cidade de São Paulo. Cursou a Faculdade de Direito de São Paulo, onde se formou em 1919 e se especializou em direito penal militar. Em Campo Grande (Mato Grosso do Sul), trabalhou como primeiro substituto de auditor de guerra da 9ª Região Militar e como promotor militar. Além disso, atuou como pecuarista.

## Carreira Política
Após a Revolução de 1930, se filiou ao Partido Evolucionista do Mato Grosso do Sul onde se elegeu deputado da Assembléia Constituinte Nacional em em outubro de 1934. Com a promulgação da nova Constituição, exerceu seu mandato até novembro de 1937, quando os órgãos legislativos foram suprimidos pelo Estado Novo de Getúlio Vargas.
Com o fim do Estado Novo em 1945, o pluripartidarismo retorna e Dolor Ferreira de Andrade integra a primeira composição do diretório regional da União Democrática Nacional (UDN). Pelo mesmo partido elegeu-se, em dezembro do mesmo ano, deputado na Assembleia Nacional Constituinte pelo estado de Mato Grosso. Começou seu mandado em fevereiro do 1946 colaborando na elaboração do novo texto constitucional, promulgado em setembro do mesmo ano. Com isso, seu cargo tornou-se ordinário, integrando assim a Comissão Permanente de Agricultura e a Comissão Especial de Agropecuária. Ele foi reeleito em 1950, começando a legislatura no ano seguinte.
Em 1953 concorreu à presidência de Campo Grande com o vereador Wilson Fadul, do Partido Trabalhista Brasileiro (PTB), mas não conseguiu a vitória. No anos seguinte candidatou-se a uma vaga no Senado, mas não conseguiu ser eleito. Durante os anos de 1958 e 1962 tentou uma vaga na Câmara dos Deputados, mas não obteve êxito na campanha.
Durante sua vida, pertenceu à Federação das Associações dos Criadores do Sul de Mato Grosso e à Associação Mato-Grossense de Imprensa.